# ヴラニャニ - リボホヴィツェ線
ヴラニャニ～リボホヴィツェ線（チェコ語;Železniční trať Vraňany–Libochovice）は、チェコ国鉄の鉄道線の名称である。路線番号は、ヴラニャニ - ストラシコフ間が095、ロウドニツェ - ストラシコフ - リボホヴィツェ間が096。
1882年、プラハ・ドゥフツォフ鉄道の路線としてズロニツェ～クメチニェヴェス間が開業した。その後、帝立王立国有鉄道に移管され、ロウドニツェ - ストラシコフ - クメチニェヴェス間が1900年に、ヴラニャニ - ストラシコフ - リボホヴィツェ間が1907年に開業した。定期列車が運行されているのはロウドニツェ/ヴラニャニ - ブルジーザ間で、ブルジーザ～リボホヴィツェ間は臨時列車のみ運行している。2019年以前、ブルジーザ以西はT6という個別の路線番号が与えられていた。2021年末に、ストラシコフ - ズロニツェ間は旅客列車が運行していない。
ロウドニツェ - ストラシコフ間はロウドニツェ・ナド・ラベム - ズロニツェ線に所属しているが、096の路線番号が割り当てられているので、便宜上本頁ではこちらについても記載する。

## 運行形態
全て各駅停車。運転系統はストラシコフを境に分かれている。ヴラニャニ - ストラシコフ間については095号線の項目を参照。

### ヴラニャニ～ストラシコフ間（095号線）
平日は一日6往復、ヴラニャニ～ストラシコフ間の運行。この他、ヴラニャニ～ホルニー・ベルジコヴィツェ間の便が一日9.5往復加わる。休日は一日3往復、ヴラニャニ～ストラシコフ～ブルジーザ村間の運行で、4時間間隔のパターンダイヤとなっている。平日・休日とも、ヴラニャニで090号線との接続が考慮されている。また休日は、ストラシコフで096号線と接続する。
2019年以前は、平日一日8往復（＋ベルジコヴィツェ以北の区間便4往復）の運行であった。

### ロウドニツェ - ブルジーザ村間（096号線）
- ロウドニツェ - ブルジーザ村
平日は概ね2時間に1本の運行。休日は一日5往復の運行で、日中は4時間間隔のパターンダイヤとなっている。休日はストラシコフで095号線のヴラニャニ方面に接続する。
過去の運行形態
2019年以前は、平日の半数がストラシコフ止まりであった他、ロウドニツェ町 - ブルジーザ村の区間運転も一日1往復あった。休日は4時間間隔のパターンダイヤであった。
2019年末に、全列車ががブルジーザ村に延伸された。
2021年末にロウドニツェ町発着の列車も、ロウドニツェ駅まで延伸された。

### 臨時列車
- ポドルジプスキー・モトラーチェク号
夏季の土曜・休日のみ、リボホヴィツェ - ストラシコフ - ロウドニツェ間に一日2往復運行する。

- スヴァティー・イルジー号 (快速) 
蒸気機関車。年1日のみ、ブラニーク - プラハ - ストラシコフ - ズロニツェ間に1往復運行する。ヴラニャニ以東は090号線に直通する。095号線内は、ストラシコフ、ツチニェヴェスに停車する。2017年運行。

### 過去の運行系統
- ストラシコフ - ズロニツェ - スラニー　【春・夏の土曜・休日運行】
2020年以前は、通年平日のみ、一日2往復運行していた。
2021年度は季節運行となり、春・夏の土曜・休日限定で一日3往復の運行となった。うち2往復が110号線のスラニーまで直通していた。
2021年限りで休止[1]。

## 駅一覧
以下では、チェコ国鉄095号線、096号線の駅と営業キロ、停車列車、接続路線などを一覧表で示す。

### 095号線（ヴラニャニ - ストラシコフ）
ストラシコフ - ズロニツェ間は、2021年秋以降列車が運行していない。
| 路線名 | 駅名                               | 駅間営業キロ | 累計営業キロ            | 累計営業キロ       | 接続路線                                                      | 所在地         | 所在地               |
| ------ | ---------------------------------- | ------------ | ----------------------- | ------------------ | ------------------------------------------------------------- | -------------- | -------------------- |
| 095    | ヴラニャニ駅                       | -            | リボホヴィツェから 37.5 | ヴラニャニから 0.0 | 090号線（ウースチー方面、プラハ方面） 094号線（ルジェツ方面） | 中央ボヘミア州 | ムニェルニーク郡     |
| 095    | ホルニー・ベルジコヴィツェ駅       | 3.6          | 33.9                    | 3.6                |                                                               | 中央ボヘミア州 | リトムニェルジツェ郡 |
| 095    | コストムラティ・ポド・ルジーペム駅 | 4.0          | 29.9                    | 7.6                |                                                               | 中央ボヘミア州 | リトムニェルジツェ郡 |
| 095    | ツチニェヴェス駅                   | 1.9          | 28.0                    | 9.5                |                                                               | 中央ボヘミア州 | リトムニェルジツェ郡 |
| 095    | ムネチェシ駅                       | 3.4          | 24.6                    | 12.9               |                                                               | 中央ボヘミア州 | リトムニェルジツェ郡 |
| 095    | ストラシコフ駅                     | 2.4          | ロウドニツェから 14.5   | 15.3               | 096号線（ロウドニツェ方面、ブルジーザ村方面）                 | 中央ボヘミア州 | リトムニェルジツェ郡 |
| 095    | ブルジーザ駅（休止中）             |              | (16.2)                  | (16.2)             |                                                               | 中央ボヘミア州 | リトムニェルジツェ郡 |
| 095    | ロウツカー駅                       | 4.3          | 18.8                    | 19.6               |                                                               | 中央ボヘミア州 | クラドノ郡           |
| 095    | チェルヌツ駅                       | 2.7          | 21.5                    | 22.3               |                                                               | 中央ボヘミア州 | クラドノ郡           |
| 095    | クメチニェヴェス駅                 | 3.4          | 24.9                    | 25.7               |                                                               | 中央ボヘミア州 | クラドノ郡           |
| 095    | トマーニ駅                         | 4.3          | 29.2                    | 30.0               |                                                               | 中央ボヘミア州 | クラドノ郡           |
| 095    | ズロニツェ停留所                   | 2.3          | 31.5                    | 32.3               |                                                               | 中央ボヘミア州 | クラドノ郡           |
| 095    | ズロニツェ駅                       | 1.2          | 32.7                    | 33.5               | 110号線（ロウニ方面、クラルピ方面）                           | 中央ボヘミア州 | クラドノ郡           |

### 096号線（リボホヴィツェ - ストラシコフ - ロウドニツェ）
| 路線名 | 駅名                                       | 駅間営業キロ | 累計営業キロ           | 累計営業キロ          | Os | 接続路線                                    | 所在地       | 所在地               |
| ------ | ------------------------------------------ | ------------ | ---------------------- | --------------------- | -- | ------------------------------------------- | ------------ | -------------------- |
| 096    | リボホヴィツェ駅                           | -            | リボホヴィツェから 0.0 |                       | ■  | 114号線（ポストロプルティ方面、リーパ方面） | ウースチー州 | リトムニェルジツェ郡 |
| 096    | ジャボヴルジェスキ・ナド・オフルジー駅     | 2.7          | 2.7                    |                       | ■  |                                             | ウースチー州 | リトムニェルジツェ郡 |
| 096    | ブルジェジャニ・ナド・オフルジー駅         | 2.2          | 4.9                    |                       | ■  |                                             | ウースチー州 | リトムニェルジツェ郡 |
| 096    | ブディニェ・ナド・オフルジー駅             | 1.7          | 6.6                    |                       | ■  |                                             | ウースチー州 | リトムニェルジツェ郡 |
| 096    | ヴルブカ駅                                 | 1.7          | 8.3                    |                       | ■  |                                             | ウースチー州 | リトムニェルジツェ郡 |
| 096    | マルチニェヴェス・ウ・リボホヴィツ駅       | 1.7          | 8.3                    |                       | ■  |                                             | ウースチー州 | リトムニェルジツェ郡 |
| 096    | ムシェネー・ラーズニェ駅                   | 4.0          | 12.3                   |                       | ■  |                                             | ウースチー州 | リトムニェルジツェ郡 |
| 096    | ハルヴァッツェ駅                           | 3.1          | 15.4                   |                       | ■  |                                             | ウースチー州 | リトムニェルジツェ郡 |
| 096    | ブルジーザ村駅(*1)                         | 4.9          | 20.3                   |                       | ■  |                                             | ウースチー州 | リトムニェルジツェ郡 |
| 096    | ストラシコフ駅                             | 1.9          | 22.2                   | ロウドニツェから 14.5 | ■  | ヴラニャニ方面                              | ウースチー州 | リトムニェルジツェ郡 |
| 096    | ヴラジコフ駅                               | 2.4          | 24.6                   | 12.1                  | ■  |                                             | ウースチー州 | リトムニェルジツェ郡 |
| 096    | クレネチ駅                                 | 3.6          | 28.2                   | 8.5                   | ■  |                                             | ウースチー州 | リトムニェルジツェ郡 |
| 096    | ロウドニツェ・ナド・ラベム・フラホルスキ駅 | 3.3          | 31.5                   | 5.2                   | ■  |                                             | ウースチー州 | リトムニェルジツェ郡 |
| 096    | ロウドニツェ・ナド・ラベム町駅             | 0.9          | 32.4                   | 4.3                   | ■  |                                             | ウースチー州 | リトムニェルジツェ郡 |
| 096    | ロウドニツェ・ナド・ラベム・ベズヂェコフ駅 | 2.9          | 35.3                   | 1.4                   | ●  |                                             | ウースチー州 | リトムニェルジツェ郡 |
| 096    | ロウドニツェ・ナド・ラベム駅               | 1.4          | 36.7                   | 0.0                   | ■  | 090号線（ウースチー方面、プラハ方面）       | ウースチー州 | リトムニェルジツェ郡 |

(*1): 2016年以前の駅名は「ラチニェヴェス」。